# Umm Al Quwain Race
La Umm Al Quwain Race (anomenada també UAE International Emirates Post Tour) és una cursa ciclista professional per etapes que es disputa a l'emirat d'Umm al-Qaiwain (Emirats Àrabs Units). Ha format part de l'UCI Àsia Tour amb categoria 2.2.

## Palmarès
| Any  | Vencedor       | Segon                    | Tercer           |
| ---- | -------------- | ------------------------ | ---------------- |
| 1996 | Khelil Haddad  | Andrei Lopatin           | Serguei Iàkovlev |
| 2004 | Jeremy Yates   | Heath Blackgrove         | Martin Velits    |
| 2008 | Hossein Askari | Yousef Mirza Bani Hammad | Roman Broniš     |